# エスエスシステム
株式会社エスエスシステム（英称：SSSystem）は、主にテレビ番組やCMやイベント企画を行う制作プロダクションである。

## 沿革
- 1998年10月1日 - 元東通企画の社員で結成し、「株式会社創太」との社名になる。
- 2001年 - 社名を「株式会社エスエスシステム」に変更。

## 所属スタッフ
- 小林靖子（代表者兼プロデューサー）
- 池田成男（ディレクター／東通企画⇒）
- 吉村岳朗（プロデューサー兼ディレクター／東通企画⇒）
- 黒田源治（ディレクター／東通企画⇒）
- 兼丸洋介（ディレクター）
- 永瀬直哉（ディレクター）

## 元所属スタッフ
- 能嶋幸一（ディレクター／現：バックドロップ）
- 伊野勝久（ディレクター／東通企画⇒）

## 主な制作番組

### テレビ番組
（凡例）太字：現在放映中また継続中（特番の場合）の番組・これから放映される番組、大：大阪本社、東：東京支社。